# M163 VADS
M163 Vulcan Air Defense System (VADS) – samobieżne działo przeciwlotnicze używane przez US Army. Uzbrojenie pojazdu stanowi 20-mm działko General Dynamics M168, będące modyfikacją działka M61 Vulcan, zamontowane na platformie pojazdu M113 (M741).
Broń zaprojektowano jako uzupełnienie systemu rakietowego M48 Chaparral, jednak okazała się mało skuteczna przeciwko nowoczesnym samolotom odrzutowym. W rezultacie, w latach 80. i 90. XX wieku zaczęto używać jej do walki z lekkimi celami naziemnymi.
Od końca lat 70. prowadzono prace nad następcą zestawów przeciwlotniczych M48 i M163, w postaci systemu ADATS; liczne mankamenty oraz koniec zimnej wojny doprowadziły do anulowania programu w 1992 roku. Ostatecznie rolę obu pojazdów w amerykańsiej armii przejęły M1097 Avenger i M6 Linebacker, wyposażone w wyrzutnie pocisków przeciwlotniczych FIM-92 Stinger.
Poza wersją samobieżną opracowano także wersję umieszczoną na przyczepie M167.